# Протести в Башкортостані (2024)
Протести в Башкортостані — конфлікт башкирів із російськими силовиками, викликаний відкриттям кримінальної справи проти активіста башкирського національно-визвольного руху, лідера організацій Кук буре та Башкорт Фаїля Алсинова, що почалися 15 січня 2024 року в місті Баймак у Республіці Башкортостан.

## Передісторія
У квітні 2023 року Фаїль Алсинов брав участь в акціях протесту в селі Ішмурзіна Баймакського району Башкортостану проти геологорозвідувальних робіт в районі села на хребті Ірандик. Акція була організована з метою запобігання видобутку ресурсів, оскільки компанії та їх організатори мали негативну репутацію та були пов'язані з урядом республіки.
У жовтні заяву в поліцію на Алсинова написав особисто глава республіки Башкортостан Радій Хабіров. У заяві сказано, що активіст виступив на зборах громадян біля сільського будинку культури з негативним ставленням до вірмен, кавказців і вихідців із Середньої Азії. За словами Хабірова, інцидент стався на квітневому мітингу.

## Хронологія
У січні 2024 року прокуратура просила для Фаїля Алсинова 4 роки в'язниці. Під час судових засідань пройшли багатотисячні мітинги на захист Алсинова. 15 січня в Баймаку відбулося третє судове засідання, під час якого було призначено оголошення вироку на 17 січня. Підтримати Алсинова до суду прийшли, за різними оцінками, від 1 до 5 тисяч осіб.
16 січня Алсинова внесли до списку екстремістів. Наступного дня його засудили до 4 років позбавлення волі. Водночас під будівлею суду почалися акції протесту. Також відзначені сутички з силовиками, У силовиків почали кидати сніжки і брили льоду, У відповідь силовики почали бити кийками і кидати світлошумові гранати а також із сльозоточивим газом, Силовики насильно запихали людей в автозаки. Учасники та вболівальники були затримані. Чисельність протестувальників досягла близько 10 000 осіб, тоді як населення Баймака становить 17 700 осіб
19 січня зранку в центрі Уфи відбулася акція на підтримку Фаїля Алсинова, поліція затримала кількох людей. Учасники акції протесту із криками «Ганьба!» намагалися перекрити дорогу автозаку, до якого посадили затриманих. Незабаром силовики витіснили з площі Салавата Юлаєва всіх протестувальників.
Загалом акція зібрала до кількох тисяч людей, які водили хороводи та співали пісні башкирською мовою.

## Реакція
- Голова Меджлісу кримськотатарського народу Рефат Чубаров підтримав акцію протесту[12].
- Башкирський репер Morgenshtern підтримав протести, опублікувавши своє фото в образі Салавата Юлаєва, головного національного героя республіки[13].
- Олексій Данілов заявив про можливі майбутні вибухи соціального невдоволення у регіонах РФ[14].